# Kurt Beckman
Kurt Beckman, född 1932, död 1962, var en svensk konstnär.  
Han arbetade först med det nonfigurativa måleriet men 1958-1959 bytte han inriktning totalt och började göra naivistiska bilder av hus, skogar och människor. En minnesutställning med hans konst visades på Galerie Blanche 1969.